# ドイツIBM

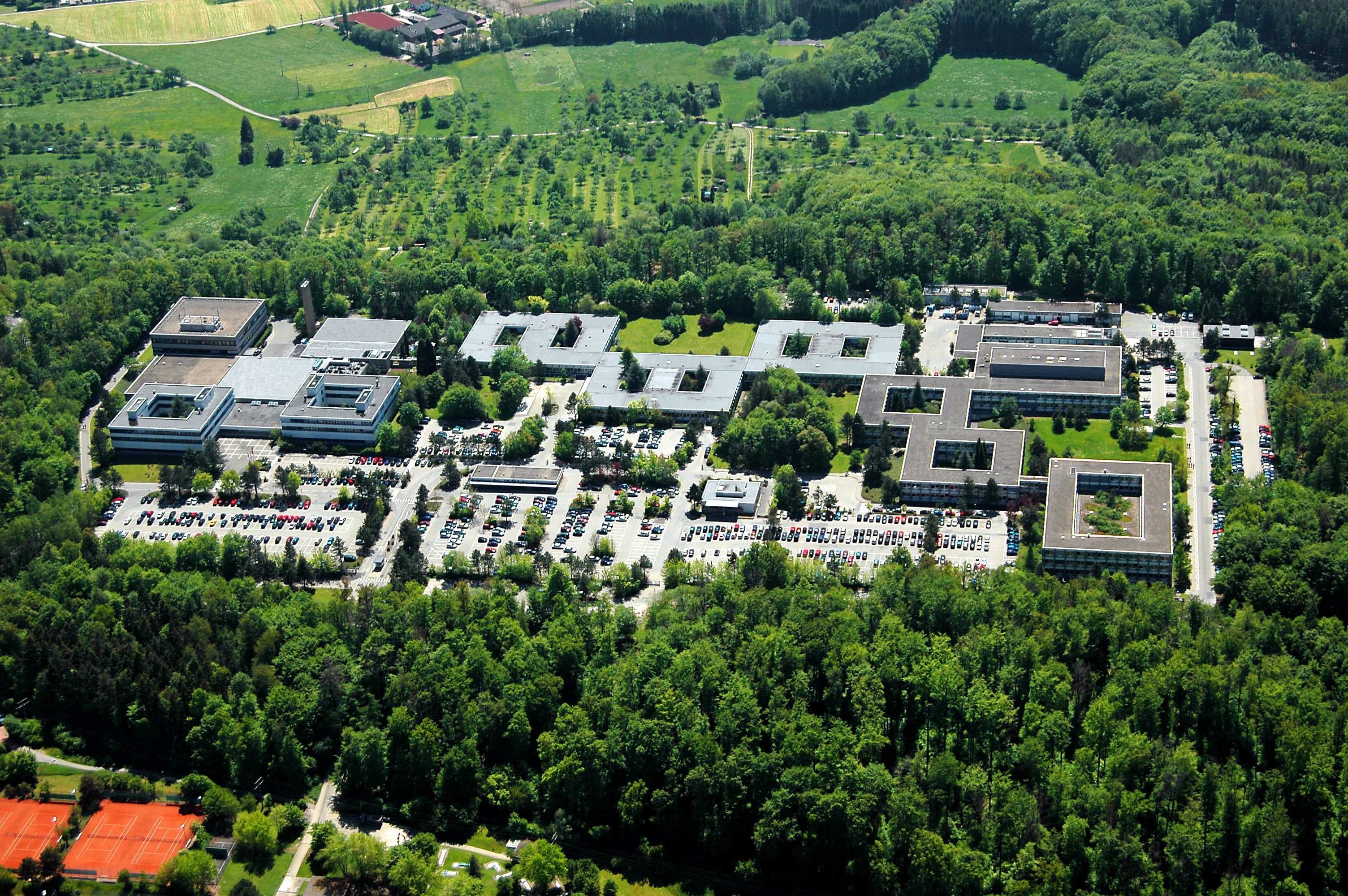
ドイツIBMの研究開発拠点・ボブリンゲンLaboratories

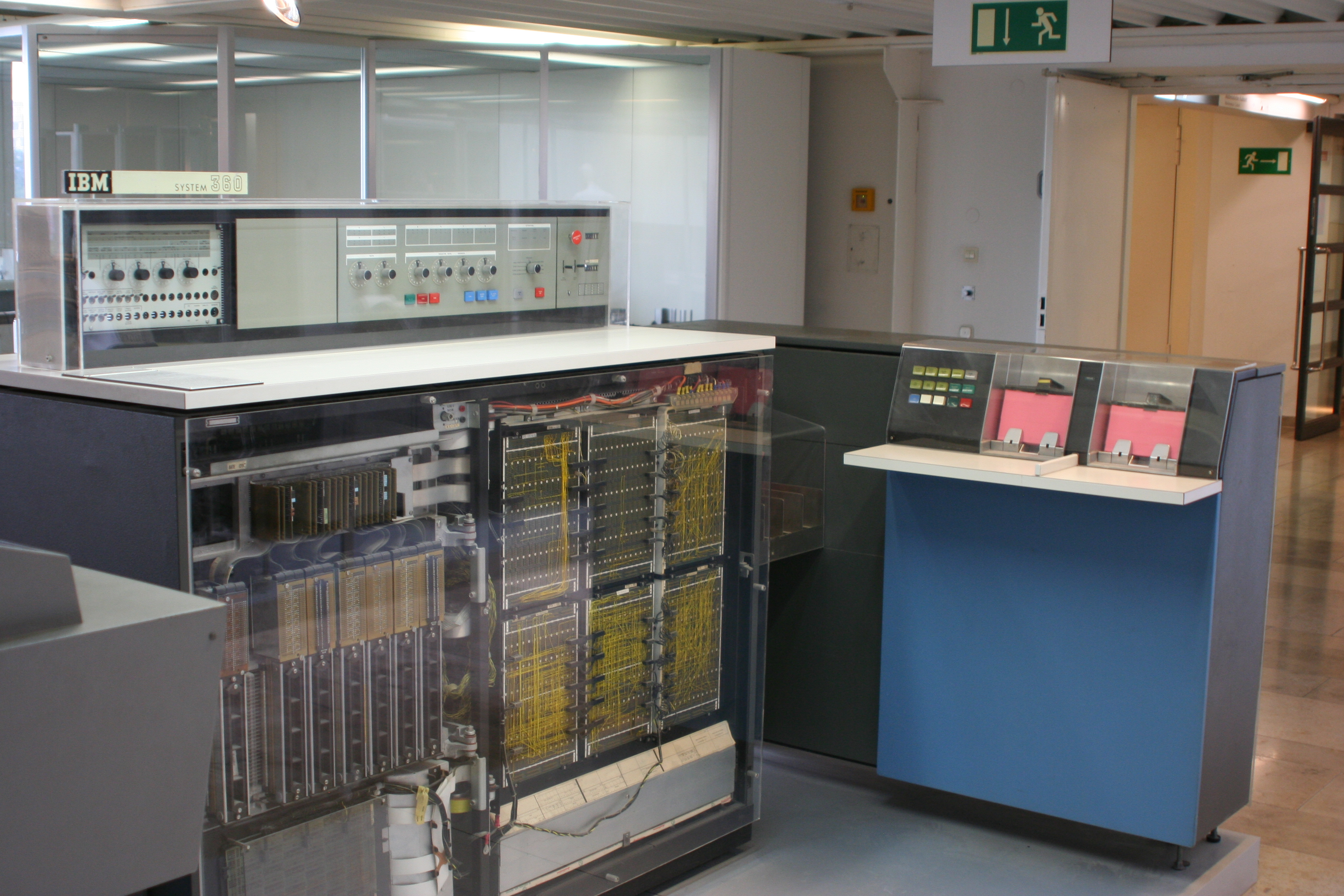
ボブリンゲンLabで開発されたIBM System/360モデル20（前のカバーを開けている）。右はIBM 2560多機能カード読取装置

ドイツIBM（ドイツ語: IBM Deutschland、英語: IBM Germany）は、ドイツにあるIBM社の子会社で、本社はバーデン＝ヴュルテンベルク州の州都シュトゥットガルトにある。数ある国のIBM子会社の中で、国内で営業、保守をしているだけでなく、英国IBM（IBM United Kingdom）と日本IBMと共に、研究・開発・製造の総合力でその国、その地域、および全世界へ好影響を与えてきた。

## 歴史
IBMは1910年からDEHOMAG（Deutsche Hollerith-Maschinen GmbH）の名称でドイツに進出していて、1949年に「Internationale Büro-Maschinen Gesellschaft mbH」と名称を変えて、後にドイツIBM（IBM Deutschland GmbH）とした。
本社は1972年までは同社の工場があるジンデルフィンゲンにあり、2009年まではシュトゥットガルトのファイヒンゲン（Vaihingen）にあって、2009年からはエーニンゲン（Ehningen）に移り、3,000人がそこで働く予定である。同社の研究開発拠点も、シュトゥットガルト大都市圏のボブリンゲンにある。
2003年にはドイツ銀行のIT業務のアウトソーシングを受けて、ビジネスサービス子会社（BM Business Services GmbH）に800人の従業員を受け入れている。
2006年からはマーティン・イェッターが社長で、彼は2011年からIBM本社の戦略担当副社長を経た後、2012～2015年日本IBM社長を勤めた。

## 研究開発
ドイツIBMの研究開発拠点は1953年に、工場があり、そのころ本社があったジンデルフィンゲンに比較的近くのボブリンゲンに子会社として開設された。1960年代にはSystem/360シリーズのSystem/360モデル20がここで開発された。1970年代になると、DOS/VSのRelease 28 & 29からは開発が米国からここへ移管されて、継続された。1980年代になると、IBM 4731現金自動預け払い機などが開発された。
1990年代は、データマイニング用にIntelligent Miner for Data、DB2用にDB2 Scoring Serviceソフトウェアを発表し、またSystem/390用にLinuxも用意した。21世紀に入り2000年代には、ISVサポート・センターを開設し、これはIBMエンディコット（z/VM）、IBMツーソン（記憶装置）との協力による。2010年代には、クラウドコンピューティング、ワトソン、セキュリティ、各種解析、IoT、ブロックチェーンなどの分野での作業が進んでいる。
ボブリンゲンには「お客様センター」（IBM Client Center）もあり、販売部門と研究開発部門による最新のソリューションのデモなどが行われている。

## 製造

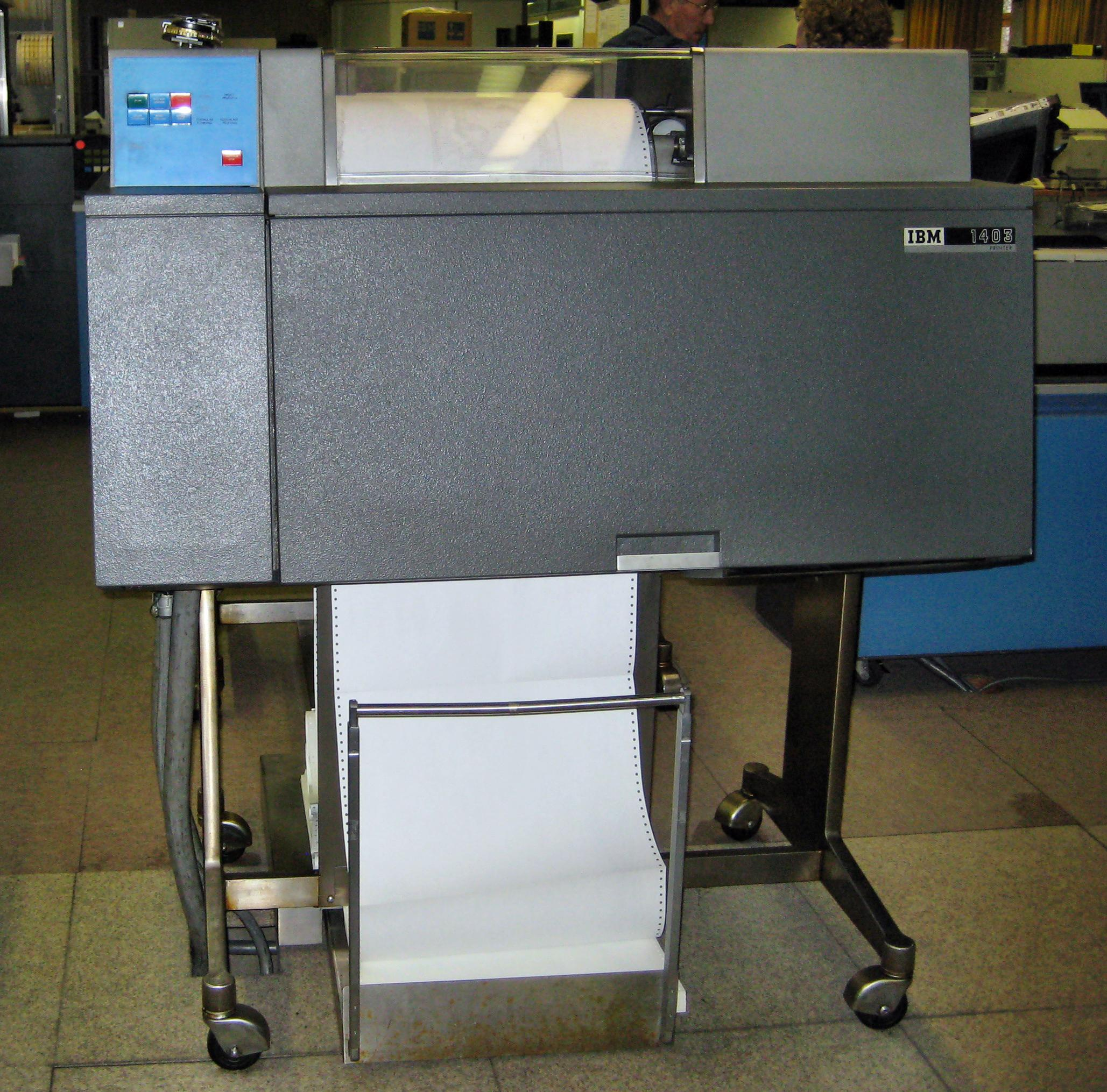
ジンデルフィンゲンの「IBMデータ処理の歴史の家」（愛称：IBMコンピューター博物館）にあるIBM 1403ライン・プリンター

ドイツIBMの工場はシュトゥットガルトからそう遠くないジンデルフィンゲンにある。この工場敷地を借りてボランティアによる「IBMコンピューター博物館」（Haus zur Geschichte der IBM Datenverarbeitung＝IBMデータ処理の歴史の家）もある。ジンデルフィンゲンには、ダイムラーの工場もある土地柄である。

## パートナーシップ
ドイツIBMは近隣のオーストリア、スイス、スロバキアIBMとパートナーシップを組んでいて、様々なサポートを与えている。